# 東海道四日市宿資料館
東海道四日市宿資料館（とうかいどうよっかいちしゅくしりょうかん）は、三重県四日市市にある資料館である。

## 展示内容
- 戦国時代から昭和初期の各種資料
- 旧東海道宿場町の史料・資料
- 地域芸能資料（獅子舞・演劇）
- 岡田屋呉服店の歴史

## 建物概要
旧東海道四日市宿の問屋場跡にあった旧・福生医院の建物に壁・床の補修耐震工事を施し、展示パネル・ケースを設置している。

## 開館日時
開館日は年末年始を除く、日曜日
開館時間は午前9時から午後4時まで（入館は午後3時30分まで）。

## 入場料
この資料館は無料である。

## 史跡・みどころ
- 中部西小学校（四日市陣屋跡・遺構無し）
- 三滝川（歌川広重『東海道五十三次・四日市』の場所）
- 笹井屋（なが餅）
- 諏訪神社

## 交通アクセス
- 三重交通バス「元町」バス停から徒歩で約3分。
- 近鉄名古屋線・湯の山線 近鉄四日市駅から徒歩で約15分。
- JR関西本線 四日市駅から徒歩で約17分。